# Hannes Marais
Pour les articles homonymes, voir Marais (homonymie).
Pas d'image ? Cliquez ici

a Compétitions nationales et continentales officielles uniquement.

b Matchs officiels uniquement.
Dernière mise à jour le 15 mars 2015.
Johannes Frederick Klopper Marais dit Hannes Marais, né le 21 septembre 1941 à Somerset East en Afrique du Sud, est un joueur de rugby à XV qui a joué avec l'équipe d'Afrique du Sud évoluant au poste de pilier.

## Biographie
Hannes Marais évolue avec plusieurs provinces qui disputent la Currie Cup : Western Province, Eastern Province, North Eastern Cape puis de nouveau l'Eastern Province. Il dispute à 21 ans son premier test match le 24 août 1963 contre les Wallabies. Il joue son dernier test match contre la France le 30 novembre 1974. De 1963 à 1965, il dispute 7 matchs sur les 8 matchs consécutifs avant de ne pas être retenu pendant un an et 9 rencontres. De 1968 à 1971 il dispute toutes les rencontres des Springboks, soit 23 matchs; il manque un match en 1972 puis dispute les 6 rencontres des Springboks de 1974. Ses 11 dernières sélections lui permettent d'avoir le titre honorifique de capitaine.

## Statistiques en équipe nationale
- 35 test matchs avec l'équipe d'Afrique du Sud
- 3 points (1 essai)
- Sélections par année : 1 en 1963, 2 en 1964, 3 en 1965, 6 en 1968, 6 en 1969, 6 en 1970, 5 en 1971, 6 en 1974